# Мух (Північний Рейн-Вестфалія)
Мух (нім. Much) — громада в Німеччині, знаходиться в землі Північний Рейн-Вестфалія. Підпорядковується адміністративному округу Кельн. Входить до складу району Райн-Зіг.
Площа — 78,08 км2. Населення становить 14 491 ос. (станом на 31 грудня 2020).